# Кнудсен, Микаэль Вестергор
Михаэль Левринг Вестергор Кнудсен (дат. Michael Levring Vestergaard Knudsen; род. 4 сентября 1978, Хобро) — датский гандболист, чемпион Европы 2008 года, призёр чемпионатов мира.

## Карьера

### Клубная
Михаэль В Кнудсен начинал профессиональную карьеру в датском клубе HOH 85. В 1997 году Кнудсен перешёл в ГК Виборг. В составе ГК Виборг Михаэль В Кнудсен выиграл 4 раза чемпионат Дании и выиграл кубок ЕГФ в 1999 году. В 2002 году Михаэль В Кнудсен перешёл в Скьерн Хондбол. В составе Скьерн Хондбол Кнудсен выиграл кубок вызова ЕГФ в 2003 году. В 2004 году Михаэль В Кнудсен перешёл снова в ГК Виборг. В 2005 году Михаэль В Кнудсен перешёл в немецкий клуб Фленсбург-Хандевитт. В составе Фленсбург-Хандевитт Кнудсен стал победителем лиги чемпионов ЕГФ в 2014 году и выиграл кубок обладателей кубков 2012. В 2014 году Михаэль В Кнудсен перешёл в датский клуб Бьеррингбро-Силькеборг. В 2016 году, в составе Бьеррингбро-Силькеборга Кнудсен стал чемпионом Дании.

### В сборной
Михаэль В Кнудсен выступал за сборную Дании с 1999 года по 2014 год. Кнудсен, выступая за сборную Дании, сыграл 244 матч и забросил 796 мячей.

## Титулы
- Чемпион Дании: 1999, 2000, 2001, 2002, 2016
- Кубок вызова ЕГФ: 2003
- Суперкубок Германии: 2013
- Лига чемпионов ЕГФ: 2014
- Кубок обладателей кубков ЕГФ: 2012
- Кубок ЕГФ: 1999
- Чемпион Европы: 2008
- Чемпион Мира среди юниоров: 1999
- Серебряный призёр чемпионата Европы: 2014
- Серебряный призёр чемпионата Мира: 2011

## Статистика
| Сезон     | Клуб                | Лига       | Матчи | Голы   | Голы   | Голы  |
| Сезон     | Клуб                | Лига       | Матчи | С игры | 7-метр | Всего |
| --------- | ------------------- | ---------- | ----- | ------ | ------ | ----- |
| 2006—07   | Фленсбург-Хандевитт | Бундеслига | 33    | 125    | 0      | 125   |
| 2007—08   | Фленсбург-Хандевитт | Бундеслига | 32    | 121    | 0      | 121   |
| 2008—09   | Фленсбург-Хандевитт | Бундеслига | 30    | 95     | 0      | 95    |
| 2009—2010 | Фленсбург-Хандевитт | Бундеслига | 18    | 56     | 0      | 56    |
| 2010—11   | Фленсбург-Хандевитт | Бундеслига | 15    | 24     | 0      | 24    |
| 2011—12   | Фленсбург-Хандевитт | Бундеслига | 33    | 110    | 0      | 119   |
| 2012—13   | Фленсбург-Хандевитт | Бундеслига | 30    | 67     | 0      | 67    |
| 2013—14   | Фленсбург-Хандевитт | Бундеслига | 34    | 64     | 0      | 64    |